# La fossa dei disperati
La fossa dei disperati (La tête contre les murs) è un film del 1959 diretto da Georges Franju, tratto da un romanzo di Hervé Bazin.
Il primo lungometraggio di Franju, noto fino a quel momento solo per crudi cortometraggi documentaristici, è tratto da un romanzo di Hervé Bazin, sceneggiato con il regista dallo stesso protagonista Jean-Pierre Mocky, poi a sua volta apprezzato regista. Il film affronta la delicata condizione degli ospedali psichiatrici, esponendo in particolare il problema del cosiddetto internamento su comando. La battuta chiave del film la pronuncia il medico responsabile dell'ospedale quando afferma che la sua struttura ha tanto il compito di curare i malati quanto quello di proteggere la società.
Charles Aznavour, seppure in un ruolo secondario, si mise per la prima volta in evidenza sul grande schermo ottenendo il prestigioso premio Étoile de Cristal come miglior attore francese del 1960.

## Trama
François è un giovane di buona famiglia, orfano di madre e con un pessimo rapporto con il padre. Sebbene sia abilissimo nel motocross, non ha un lavoro fisso, e per mantenere un buon tenore di vita ha accumulato un cospicuo debito. Quando il suo creditore non tollera più rinvii, il ragazzo si rivolge agli amici ma non ha alcun appoggio. Allora si reca a casa del padre, facoltoso avvocato parigino, dove sottrae il denaro che gli serve da un cassetto, poi, per sfregio, dà fuoco alle carte di una pratica trovata sulla scrivania. A questo punto viene però scoperto dal padre che, inflessibile e senza pietà, con la complicità di un medico consenziente, lo fa rinchiudere in un ospedale psichiatrico.
François scopre di non essere l'unico sano di mente in questo luogo che, per lui, costituisce a tutti gli effetti una prigione. Al Dott. Varmont non interessa più di tanto che il ragazzo sia sano. Finché può costituire un pericolo per la società, è giusto che sia recluso. L'unica persona che sostiene François è Stéphanie, ragazza con la quale si era conosciuto proprio alla vigilia del suo internamento.
Nell'indagare la psiche del ragazzo, emerge il suo grande trauma originato dall'aver assistito alla morte per suicidio della madre. In realtà le circostanze della vicenda paiono talmente oscure da far destare più di un sospetto sul ruolo attivo del marito della vittima. Ma a François non giova scavare troppo nel proprio passato nei colloqui col proprio medico. Questo perché il motivo della sua detenzione è proprio l'astio di suo padre che dunque, intravedendo anche una minima possibilità di progressi del proprio figlio attraverso il chiarimento di episodi che è meglio che non vengano mai analizzati, rincara la sua influenza sulla struttura affinché il ragazzo vi rimanga ancora a lungo.
Intuito il suo destino, a François non resta che tentare la fuga. Fallito un primo tentativo con il debole Heurtevent, proprio a seguito della morte di questi, con la complicità di alcuni compagni riesce finalmente a mettere a segno il suo piano. Giunto a Parigi, su raccomandazione di un altro ospite dell'ospedale, che in realtà è un criminale "imboscato" per salvarsi dai nemici che fuori vogliono ucciderlo, va in un casinò clandestino dove viene assunto come inserviente. Conscio della miseria della sua nuova condizione, non resiste alla tentazione di fare subito quello che il buon senso (e l'imboscato) suggerivano di fare con la massima circospezione possibile e comunque mai nell'imminenza della fuga: andare a trovare la propria fidanzata.
Con Stéphanie, che l'ama e lo aspettava, trascorre la notte, ma poi quando è ancora buio fugge per mettersi al riparo e non coinvolgerla. Ma è proprio un'ingenuità di lei, che nonostante tutto non l'avrebbe lasciato, a permettere che François venga subito catturato e riportato di nuovo nell'ospedale.

## Riconoscimenti
- 1960 - Étoile de Cristal
  - Miglior attore (Charles Aznavour)